# Hörnefors socken
Hörnefors socken i Ångermanland och Västerbotten ingår sedan 1974 i Umeå kommun och motsvarar från 2016 Hörnefors distrikt och även en kommundel.
Socknens areal är 297,60 kvadratkilometer, varav 291,60 land. År 2000 fanns här 4 247 invånare.  Orterna Sörmjöle och Norrbyn samt tätorten och kyrkbyn Hörnefors med sockenkyrkan Hörnefors kyrka ligger i socknen. 

## Administrativ historik
Enligt beslut den 20 december 1912 bildades Hörnefors församling den 1 maj 1913 och Hörnefors landskommun och Hörnefors jordebokssocken den 1 januari 1914. Församlingen och kommunen omfattade områden som utbrutits från Nordmalings socken samt Umeå socken. Båda delarna tillhörde Västerbottens län men ligger i olika landskap, Ångermanland respektive Västerbotten. Landskommunen uppgick 1 januari 1974 i Umeå kommun.
Från Umeå socken utbröts hemmanen Bjänberg nr 1-4, Bjurå nr 1-2, Degerbäcken, Fjällholm, Frängstorp nr 1-2, Grubbsvedjan nr 1-2, Hammartorp, Häggnäs nr 1-2, Höglund, Hörneå nr 1-7, Norrmjöle nr 1-5, Nyland, Stugunäs, Sörmjöle nr 1-6, Tredingen nr 1-2, Åheden nr 1-2 jämte Hörnefors bruk och sulfitfabrik.
Från Nordmalings socken utbröts hemmanen Norrbyn nr 1-4, Sörbyns skifteslag (bestående av 1/4 mantal Sörbyn nr 1 och den så kallade Håknäs utmark eller 3/32 mantal av Håknäs nr 1, 1/16 mantal av Håknäs nr 2, 1/24 mantal av Håknäs nr 3, 3/32 mantal av Håknäs nr 4, 7/48 mantal av Håknäs nr 5 och 1/24 mantal av Håknäs nr 6) och Ängersjö nr 1-3 jämte Mo ångsåg.
1 januari 2016 inrättades distriktet Hörnefors, med samma omfattning som församlingen hade 1999/2000.
Socknen har tillhört fögderier, tingslag och domsagor enligt vad som beskrivs i artikeln Västerbotten.

## Geografi
Hörnefors socken ligger vid kusten kring Hörneån. Socknen är en låglänt skogbeväxt kustbygd.

## Fornlämningar
Gravar av kuströsetyp är kända utmed bronsålderns och järnålderns strandlinjer. På ön Snöan har cirka tomtningar och labyrinter påträffats.

## Namnet
Namnet innehåller i förleden ånamnet Hörneån och det bruk och by som anlades där, (1494 Hörne). Förleden i ånamnet innehåller horn/hörn och syftar på vindlingar i åloppet. Efterleden fors syftar på forsen vid bruket.

## Befolkningsutveckling
| Befolkningsutvecklingen i Hörnefors socken 1920–1990          | Befolkningsutvecklingen i Hörnefors socken 1920–1990 | Befolkningsutvecklingen i Hörnefors socken 1920–1990 | Befolkningsutvecklingen i Hörnefors socken 1920–1990 | Befolkningsutvecklingen i Hörnefors socken 1920–1990 |
| ------------------------------------------------------------- | ---------------------------------------------------- | ---------------------------------------------------- | ---------------------------------------------------- | ---------------------------------------------------- |
|                                                               |                                                      |                                                      |                                                      |                                                      |
| År                                                            |                                                      |                                                      | Folkmängd                                            |                                                      |
| 1920                                                          | 1920                                                 |                                                      | 3 816                                                |                                                      |
| 1930                                                          | 1930                                                 |                                                      | 3 929                                                |                                                      |
| 1940                                                          | 1940                                                 |                                                      | 3 897                                                |                                                      |
| 1950                                                          | 1950                                                 |                                                      | 3 873                                                |                                                      |
| 1960                                                          | 1960                                                 |                                                      | 3 605                                                |                                                      |
| 1970                                                          | 1970                                                 |                                                      | 3 345                                                |                                                      |
| 1980                                                          | 1980                                                 |                                                      | 3 489                                                |                                                      |
| 1990                                                          | 1990                                                 |                                                      | 3 696                                                |                                                      |
| Anm: Källor: Demografiska databasen, CEDAR, Umeå universitet. |                                                      |                                                      |                                                      |                                                      |